# Admiralgade
Admiralgade er en gade i Indre By i København, der går fra Fortunstræde til Holmens Kanal. Ved sydenden af gaden ved Holmens Kanal ligger Holmens Kirke, mens Nikolaj Kunsthal (tidligere Sankt Nikolaj Kirke) ligger ved nordenden. Indimellem de to ligger Boldhus Teatret i Admiralgade nr. 26.
Gadens navn stammer fra Admiralgården, der i årene 1565-1596 lå på hjørnet Admiralgade og Dybensgade, og hvor chefen for orlogsflåden og skibsværftet på Bremerholm boede.
I ungdomsromanen Danskere fra 1896 lader forfatteren Johannes V. Jensen sin hovedperson flytte ind hos "Uhr- og Instrumentmager Nielsen" i Admiralgade, og om tårnet til Sankt Nikolaj Kirke hedder i romanen: "Nikolai Taarn viste sig at være et snavset rødt Taarn.